# Warlander
De warlander is een in Australië ontwikkeld barokpaard dat het resultaat is van kruisingen tussen Iberische paarden en Friese paarden. Het ras werd in de jaren 90 van de 20e eeuw ontwikkeld om de gunstige eigenschappen van beide te combineren.

## Geschiedenis
Het kruisen van Iberische en Friese paarden voor de ruiterij gebeurde al sinds de 16e eeuw, maar de naam 'warlander' is veel recenter. In het begin van de jaren negentig van de twintigste eeuw ontstond bij de grootste stoeterij van Australië, de Australian Classical Sport Horse Stud, de wens om een nieuw ras te ontwikkelen met zowel een mooi uiterlijk als goede geschiktheid voor de paardensport. De stoeterij stelde regels op over hoe de kruisingen zouden mogen verlopen, aangezien de mogelijkheden voor het kruisen zoals gezegd al bestonden.
In het begin van de 21e eeuw is de belangstelling voor het barokrijden toegenomen, evenals de belangstelling voor de warlander. Tegenwoordig worden warlanderpaarden ook gevonden in Europa en de Verenigde staten, waar het ras flink in aantal groeit.

## Kenmerken
Voor het fokken van een warlander moet één ouder een geregistreerd Iberisch paard zijn, waarbij de Iberische afkomst middels een DNA-test is bewezen. Deze ouder kan zowel een lusitano als een andalusiër zijn. De andere ouder moet een geregistreerd Fries paard zijn. Er zijn ook nog andere eisen aan het genetisch materiaal.
De goede eigenschappen uiten zich bij kruisingen van de eerste generatie, de F1-hybride. Omdat het ras nog vrij nieuw is, is er nog niet heel veel bekend over of nakomelingen van warlanderpaarden dezelfde genetische voordelen hebben. Omdat hiervoor statistische gegevens nodig zijn, zijn er afspraken over het melden van genetische fouten zodat dit onderzocht kan worden.
De meeste warlanders zijn zwart, geërfd van het Friese paard, maar alle effen kleuren zijn toegestaan. De warlander wordt vooral gefokt om te rijden, zowel recreatief als in de paardensport. De middeleeuwse uitstraling heeft het paard ook populair gemaakt bij riddertoernooien en dressuur.